# Anúše Ansáríová
Anúše Ansáriová (anglicky Anousheh Ansari, persky انوشه انصاری‎, S, * 12. září 1966, Mašhad, Írán) je spoluzakladatelka a předsedkyně společnosti Prodea Systems, Inc. Mezi její obchodní úspěchy patří též spoluzaložení a řízení společnosti Telecom Technologies, Inc. (TTI). Dne 18. září 2006 se stala prvním Íráncem ve vesmíru a první vesmírnou turistkou.
Narodila se v íránském Mašhadu. Byla svědkem íránské revoluce v roce 1979 a v roce 1984 ve věku 18 let emigrovala do USA. Získala titul bakalář na Univerzitě George Masona (George Mason University) v oboru elektrotechnika a informatika a titul magistr na Univerzitě George Washigtona (George Washington University).
Ansáriová spolu se svým manželem Hamidem a švagrem Amirem založili v roce 1993 TTI. V roce 2000 společnost koupil Sonus Networks. Spolu se svým švagrem Amirem Ansárim, vložila několik miliónů na cenu nadace X-Prize pro první opakovaný nestátní start kosmické lodi. Cena byla na jejich počest nazvána Ansari X Prize.

## Let do vesmíru

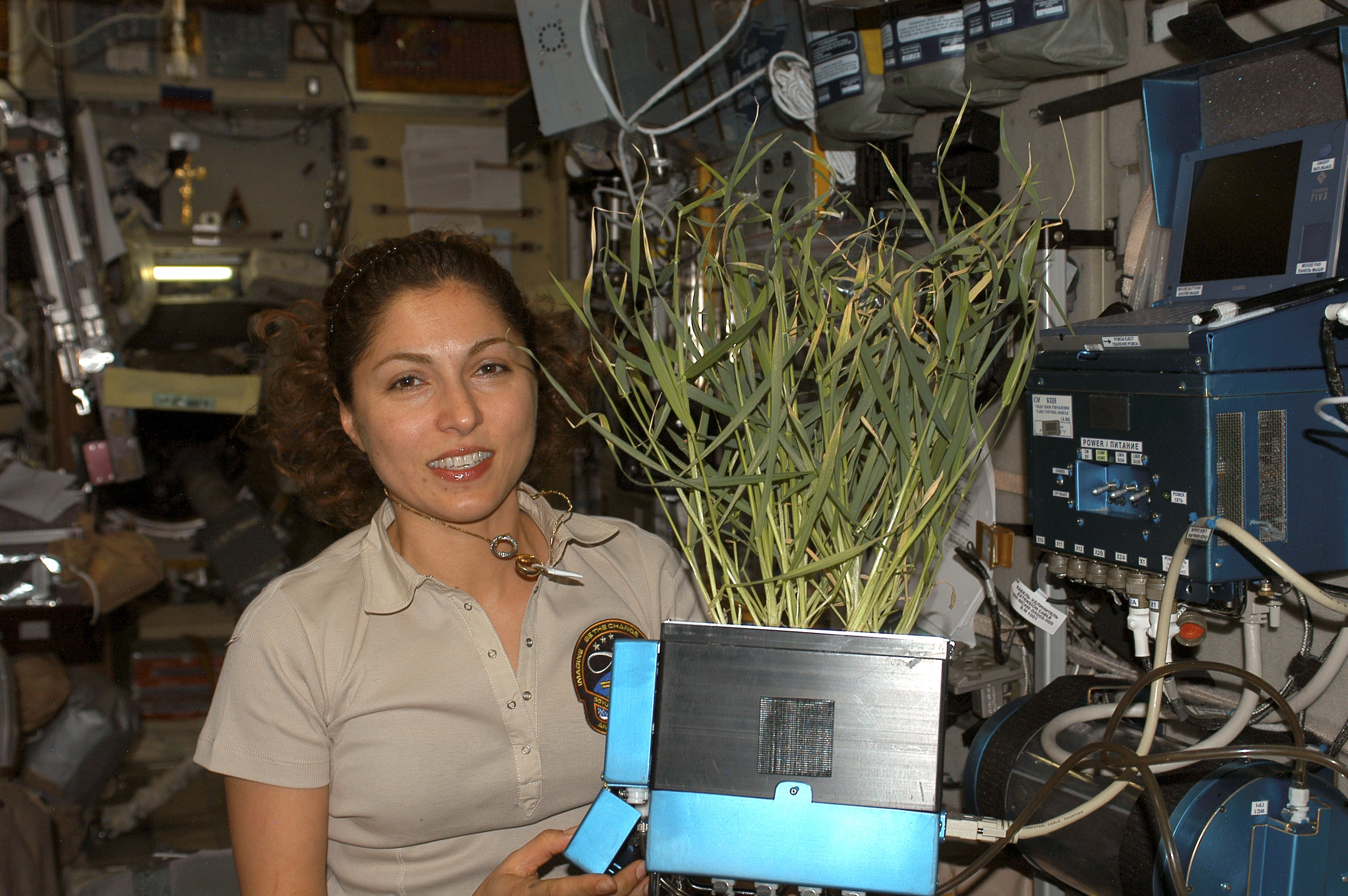
Anuše Ansariová s rostlinou ve stavu beztíže na ISS

V březnu 2006 pronikly informace, že Anúše Ansáriová trénuje na let Sojuzu na Mezinárodní vesmírnou stanici. Měla letět na Sojuzu TMA-10 počátkem roku 2007. 21. srpna 2006 byl turista Daisuke Enomoto pro zářijový let Sojuz TMA-9 vyřazen ze zdravotních důvodů a Ansáriová se dostala na jeho místo.
Sojuz TMA-9 odstartoval 18. září 2006 ve 06:08 SELČ s Ansáriovou, Michailem Ťurinem a Michaelem Lopez-Alegriou. Během letu prováděla pro Evropskou kosmickou agenturu několik experimentů jako vliv radiace na členy posádky ISS, vliv změn ve svalstvu na bolesti zad a jiné. Ansáriová se vrátila na Zemi spolu s předchozí 13. posádkou stanice ISS v lodi Sojuz TMA-8 29. září v 03:13 SELČ.